# Key 12
Der Typ Key 12, auch Keyship 12, ist ein Semicontainerschiffstyp der Seebeckwerft in Bremerhaven.

## Geschichte
Der Schiffstyp wurde in den 1970er Jahren im Anschluss an den Bau des sehr erfolgreichen Typ Seebeck 36L konzipiert. Die Schiffe der Baureihe sind als universell einsetzbare Semicontainerschiffe für die große Fahrt ausgelegt. Um den veränderten Rahmenbedingungen gerecht zu werden, passte man den Key 12 für den Containertransport und den Betrieb bei höheren Geschwindigkeit, als beim Vorgänger an. Der Typ Key 12 wurde durchgehend von der Hamburger Reederei Claus-Peter Offen geordert und in sechs Einheiten gebaut. Zusätzlich baute die Seebeckwerft zwei ähnliche Einheiten mit gleichen Abmessungen, aber anderen Details für eine Reederei aus dem Kamerun, die Cam Ilomba und Cam Iroko und 1983/84 zwei weiterentwickelte Key-12-Nachzügler für Offen.
Die Bezeichnung Key 12 ist an den symbolischen Bremer Schlüssel angelehnt.

## Technische Einzelheiten
Die Key-12-Schiffe haben achtern angeordnete Aufbauten und vier Laderäume, deren hintere drei durch zwei mittig geteilte Luken und deren vorderer durch eine Einzelluke verschlossen werden. Die Lukendeckel sind vom Typ MacGregor. Als eigenes Ladegeschirr kamen verschiedene Varianten zur Anwendung, die ersten Bauten besaßen je zwei Ladebäume mit 25, 32 und 60 Tonnen Kapazität. Die beiden leistungsstärkeren Paare konnten im gekoppelten Betrieb arbeiten und dann 60 und 115 Tonnen bewegen. Spätere Bauten erhielten drei 25-Tonnen-Kräne, noch spätere teilweise 36-Tonnen-Kräne. Die Containerkapazität wurde während der Baureihe durch Optimierungen von 576 TEU über 618 TEU gesteigert.
Die später gelieferte 162 Meter lange Holstenbay mit nur zwei 36-Tonnen-Kränen verfügte über eine Containerkapazität von 1152 TEU, die danach wiederum in den Originalabmessungen gebaute Savannah, welche bei gleichen Abmessungen, wie die sechs ersten Schiffe, über eine Kapazität von 700 TEU. Die Savannah wurde 1991 verlängert und auf dieselben Abmessungen, wie die Holstenbay gebracht.
Der Hauptmotor war bei allen Schiffen ein MaK-Viertakt-Dieselmotor. Es wurden zwei Baumuster verwendet, die Holstensailor wurde mit einem MaK 16Mu 551 AK mit einer Leistung von 7360 kW ausgestattet. Der Motor wirkte über ein Reduziergetriebe auf einen Festpropeller. Bei den folgenden sieben Schiffen wurde je ein MaK 8M 601 AK mit einer Leistung von 6000 kW verbaut. Bei diesen Einheiten erfolgte die Kraftübertragung auf einen Wellengenerator und eine Verstellpropelleranlage. Es stand kein Bugstrahlruder zur Unterstützung der An- und Ablegemanöver zur Verfügung.
| Schiffsname                  | Baunummer | IMO-Nummer | Ablieferung      | Auftraggeber               | Umbenennungen und Verbleib |
| ---------------------------- | --------- | ---------- | ---------------- | -------------------------- | --- |
| Holstensailor                | 1018      | 7712327    | August 1978      | Claus Peter Offen, Hamburg | 1989 San Luis, 1993 Cgm Saint Laurent, 1994 Carrymar, 1999 Rima S., 2005 Pioneer, 2006 Ja Vesta, 2007 Ocean Mas, Abbruch ab 20. April 2010 |
| Holstentrader                | 1019      | 7712339    | 26. Oktober 1978 | Claus Peter Offen, Hamburg | Yakin Express Success, 1982 Holstentrader, 1988 San Juan, 1994 Orient Shreyas , 1998 X-Press Padma, 2004 Kanal Mas, Abbruch ab 18. Juli 2010 in Xinhui |
| Holstenclipper               | 1020      | 7712341    | 1979             | Claus Peter Offen, Hamburg | 1979 Seaway Clipper, 1980 Holstenclipper, 1982 Buzet, 2003 Asmas, 2003 Nordina G., 2009 Ashraf-B, Abbruch ab 27. Januar 2010 |
| Holstencarrier               | 1021      | 7712353    | 26. Juni 1980    | Claus Peter Offen, Hamburg | 1980 Elma Dos, 1982 Holstencarrier, 1982 Sofati Canada, 1982 Neptune Dolphin, 1984 Holstencarrier, 1987 Columbus Ontario, 1988 Holstencarrier, 1990 San Pedro, 1994 Holstencarrier, 1995 Nedlloyd California, 1997 Holstencarrier, 1997 X-Press Nilgiri, 2001 Gilian, 2001 Safmarine Narmada, 2001 Safmarine Dubai, 2001 Gilian, 2005 Yong Xing, 2007 Ocean Asia, 2009 Ocean Mark, Abbruch ab 23. Januar 2010 |
| Holstencruiser               | 1017      | 7712365    | 31. Oktober 1980 | Claus Peter Offen, Hamburg | Seaway Cruiser, 1980 Holstencruiser, 1986 Lloyd Los Angeles, 1987 Holstencruiser, 1989 San Diego, 1995 Achiever, 1996 OOCL Achiever, 1997 Achiever, Abbruch ab 19. Mai 2010 |
| Holstenracer                 | 1022      | 8010439    | 4. Juni 1981     | Claus Peter Offen, Hamburg | 1987 Columbus Olivos, 1988 Holstenracer, 1990 San Nicolas, 1992 St. Francis, San Nicolas X 1994 Holstenracer, St. Nicolas X, St. Francis, 1995 Nedlloyd Colorado, 1996 Holstenracer, 1996 Vaimana, 2000 Sea Voyager, 2004 Yong Wang, 2008 Yin Y, Abbruch ab 23. Juni 2009 |
| Holstenbay                   | 1038      | 8209755    | 8. Dezember 1983 | Claus Peter Offen, Hamburg | Sao Paulo, 1986 Maersk Bravo, 1987 Holsten Bay, 1987 Lloyd Sergipe, 1989 Columbus Ontario, 1990 Holsten Bay, 1991 Contship Spain, 1991 Sao Paulo, 1994 Marchallenger, 1995 MSC Maureen, 1996 Marchallenger, 1999 X-Press Nuptse, 2000 Marchallenger, 2004 OEL Hayley, 2006 Tiger Wadi, 2007 Hayley Nadhi , 2007 Augusta, 2008 BM Intrepid, 2012 Intrepid, Abbruch ab 27. März 2012                            |
| Savannah                     | 1039      | 8321694    | 29. Juni 1984    | Claus Peter Offen, Hamburg | 1997 X-Press Annapurna, 2000 Savannah, 2000 Winco Feeder, 2004 Sinar Nusa, 2010 Coastal Express 2, 2011 Coastal 2, Abbruch ab Juni 2011 in Bangladesh |
| Daten: Equasis, grosstonnage |           |            |                  |                            | |

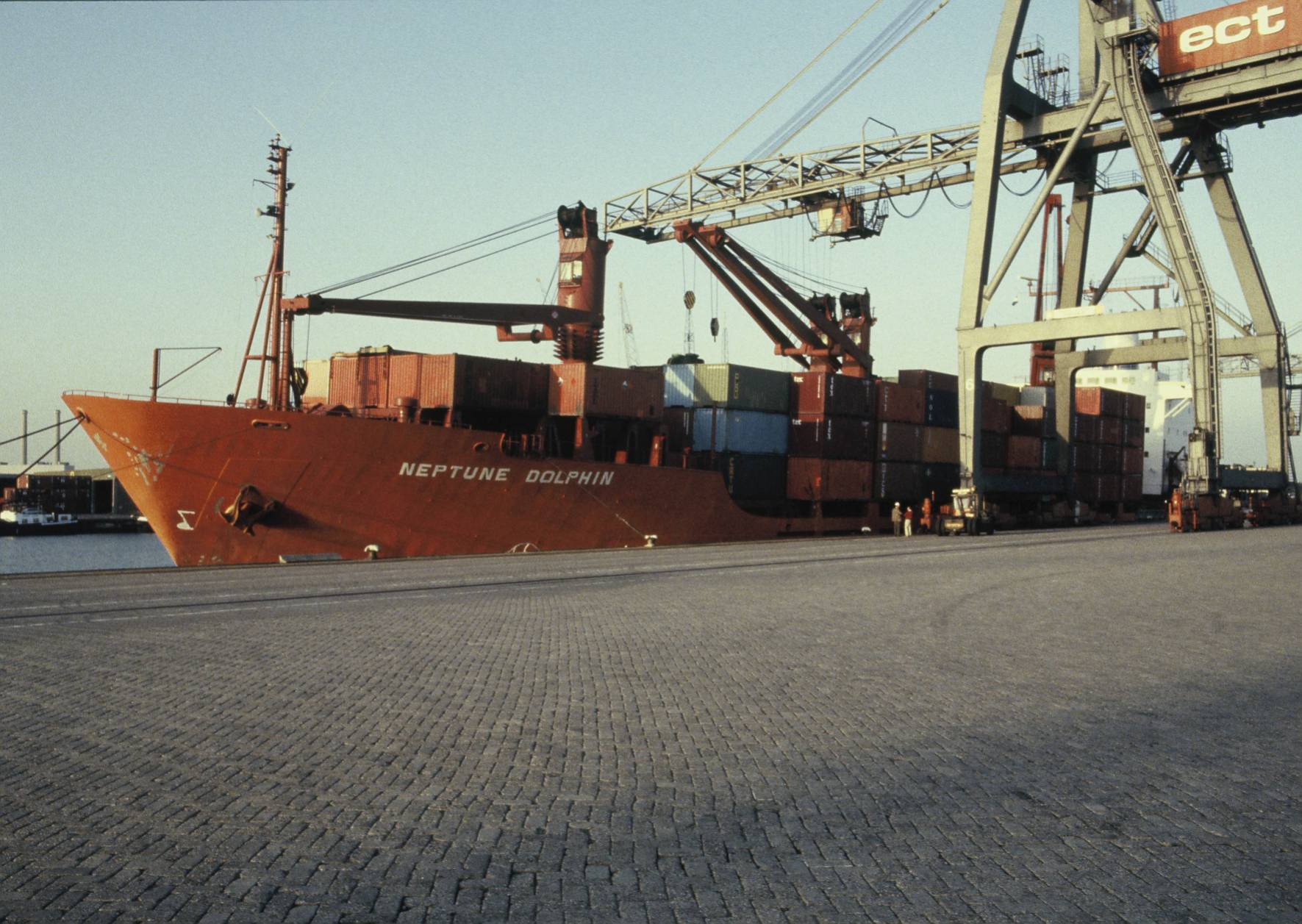
Holstencarrier
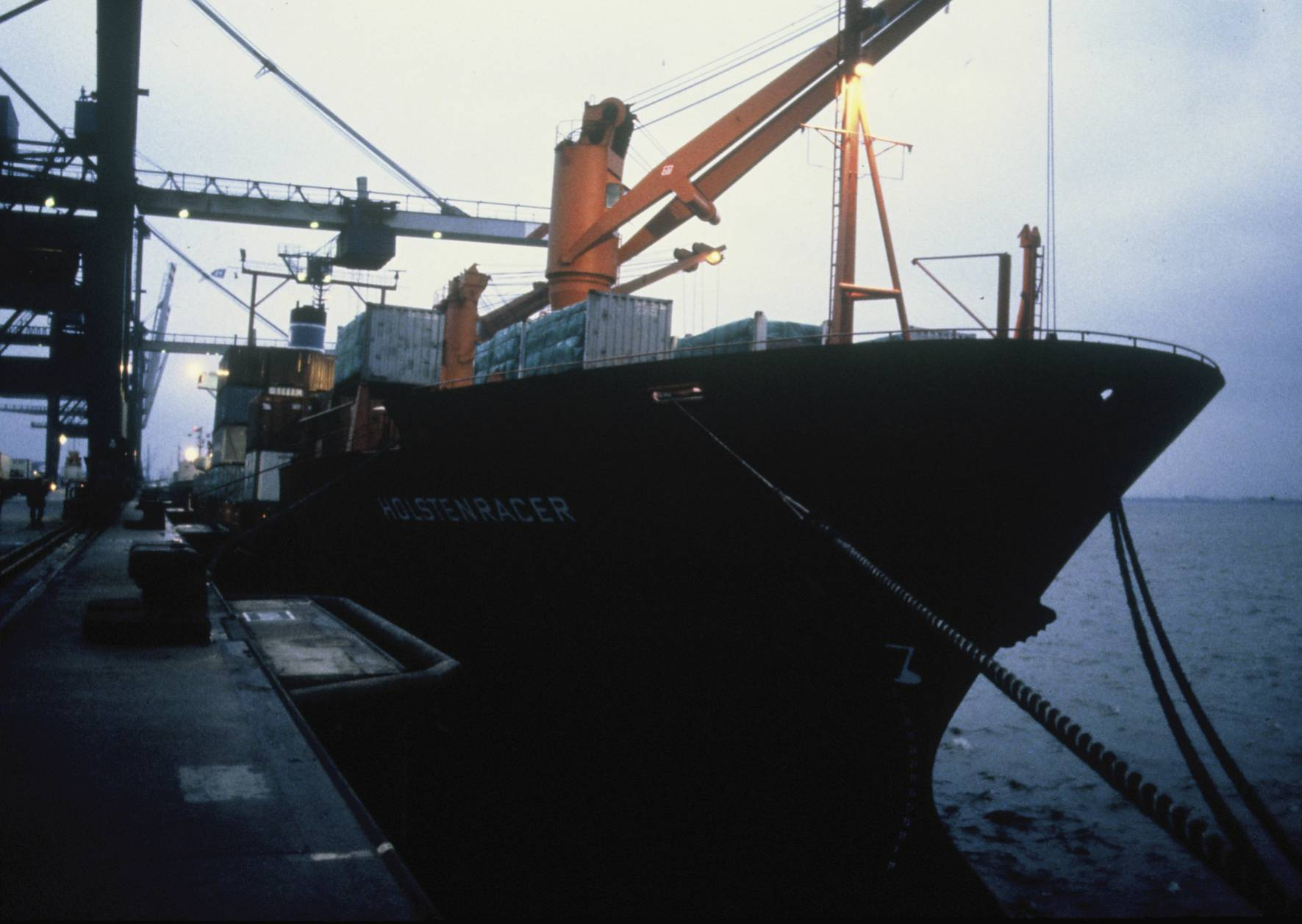
Holstenracer
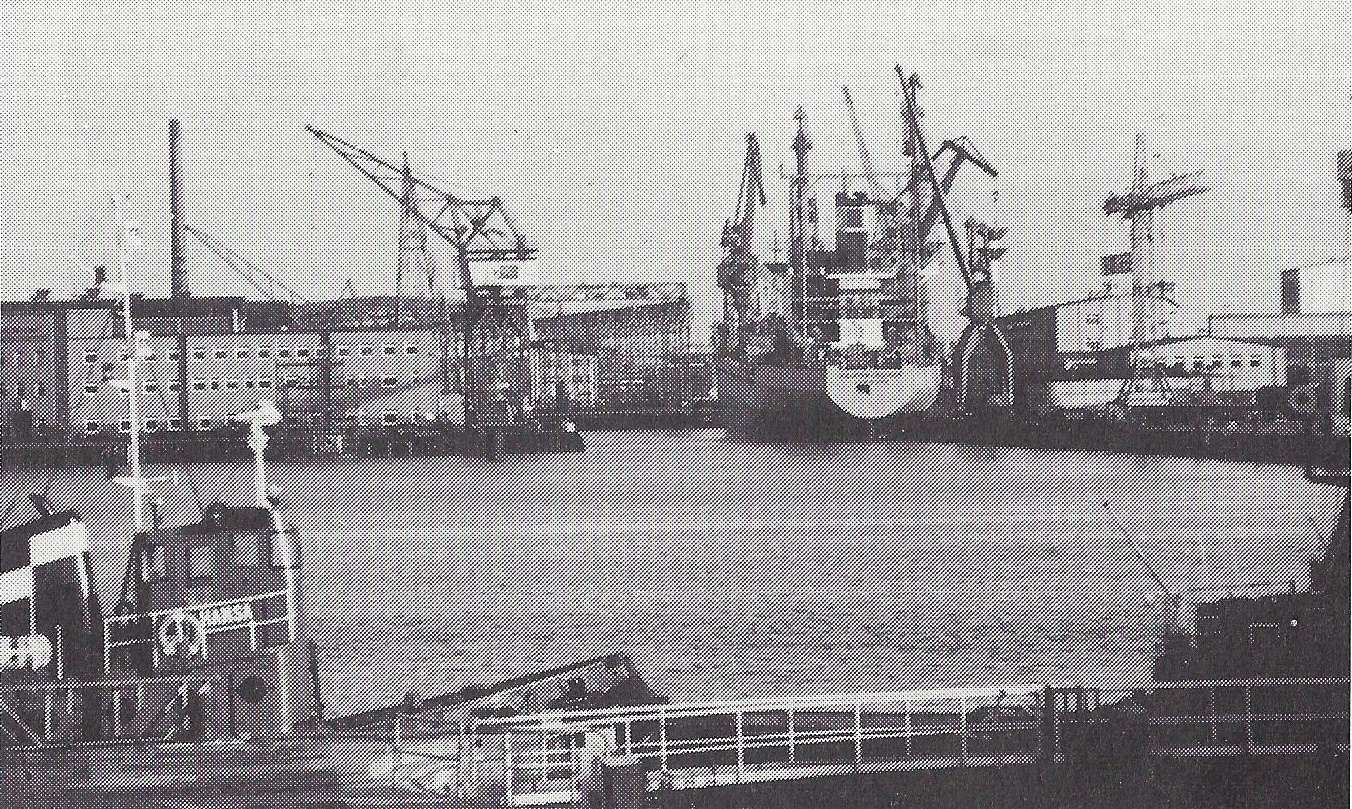
Ein Key 12 in der Bauwerft.
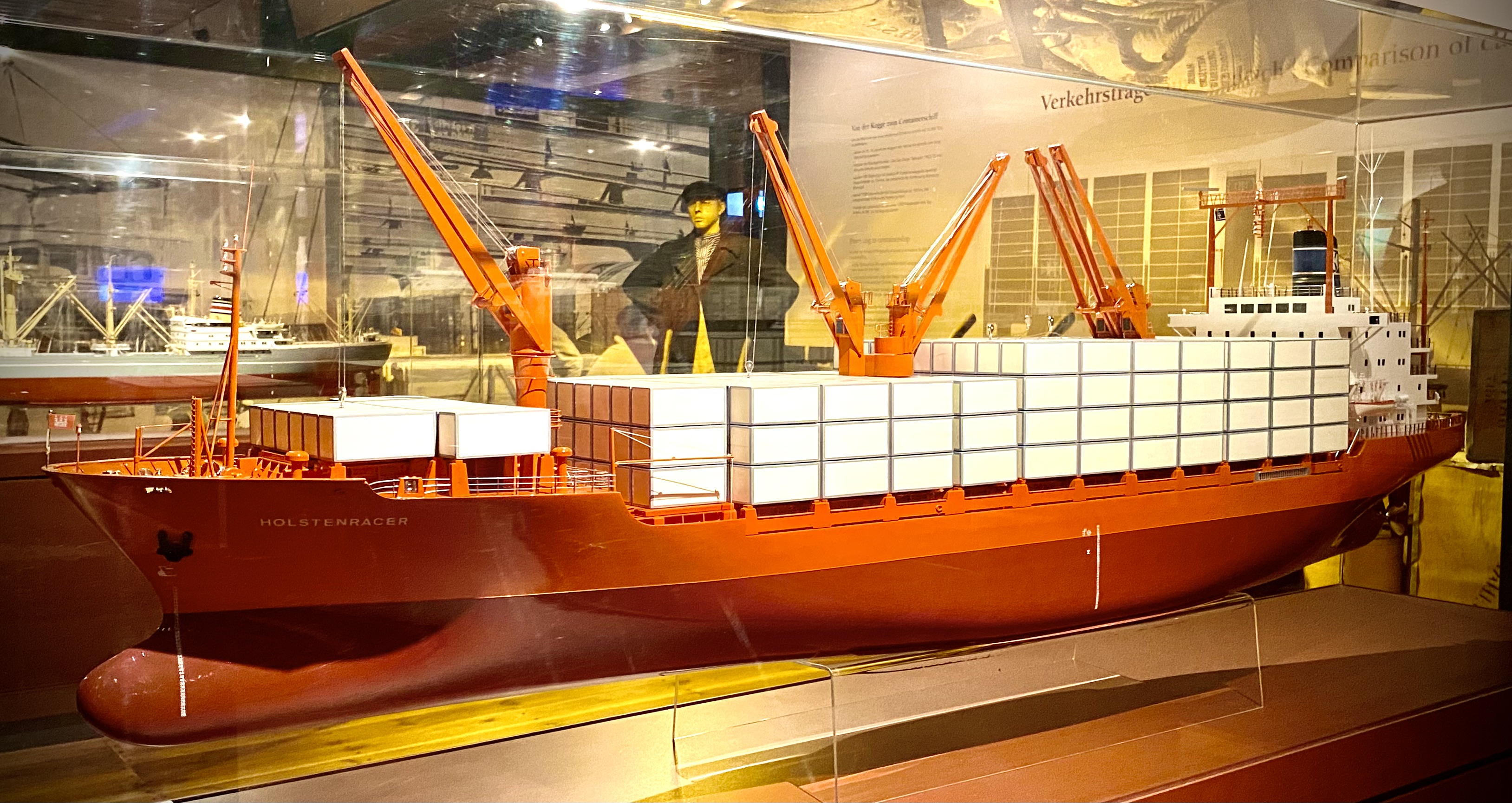
Die Holstenracer als Modell im Internationalen Maritimen Museum in Hamburg (IMMH).